# Guinobatan
Guinobatan è una municipalità di prima classe delle Filippine, situata nella Provincia di Albay, nella Regione del Bicol.
Guinobatan è formata da 44 baranggay:
- Agpay
- Balite
- Banao
- Batbat
- Binogsacan Lower
- Binogsacan Upper
- Bololo
- Bubulusan
- Calzada
- Catomag
- Doña Mercedes
- Doña Tomasa (Magatol)
- Ilawod
- Inamnan Grande
- Inamnan Pequeño

- Inascan
- Iraya
- Lomacao
- Maguiron
- Maipon
- Malabnig
- Malipo
- Malobago
- Maninila
- Mapaco
- Marcial O. Rañola (Cabaloaon)
- Masarawag
- Mauraro
- Minto
- Morera

- Muladbucad Grande
- Muladbucad Pequeño
- Ongo
- Palanas
- Poblacion
- Pood
- Quibongbongan
- Quitago
- San Francisco
- San Jose (Ogsong)
- San Rafael
- Sinungtan
- Tandarora
- Travesia